# Biggles – Před prvním vzletem
Biggles – Před prvním vzletem (v originále Biggles goes to school) je dobrodružná kniha od autora W. E. Johnse z roku 1951. V Česku ji vydalo nakladatelství Toužimský & Moravec v Praze v roce 2003.
Přestože kniha vyšla až v roce 1951, jde o prequel, dějově druhou knihu z období před první světovou válkou.

## Děj
Kniha vypráví o Bigglesově dětství v Anglii. V knize je vypsáno několik příhod, které se mu staly, když mu bylo kolem 14 let. Když poprvé vstoupil do školy, hned se seznámil s ředitelem, který mu ukázal, jak to tam chodí. Seznámil se se svým novým přítelem jménem Smith, avšak i s nepřáteli Herveym a Brickwellem. Byli jimi dlouho týráni, avšak Biggles na ně jednou nastražil lest a přemohl je. Bigglesovi se zde uplatnili zkušenosti z Indie, odkud pocházel, neboť se mu podařilo zkrotit splašeného medvěda, díky čemuž si získal menší úctu. Biggles poprvé v životě společně s ostatními dětmi uviděl letadlo a hned si ho zamiloval. Pilot letadla jménem Morris se bohužel krátce poté s letadlem zabil. To však Bigglese od jeho snu létat neodradilo.
Další příhoda byla o vojenském cvičení, do kterého se zapojila i jeho škola. Bigglesovi se Smithem se zde podařilo ukořistit "nepřátelský" povoz seržanta Buckla. Místo obdivu však sklidili spíše kritiku. Na jedné pouťové akci se Bigglesovi podařilo přelstít jednoho podvodníka, který šidil lidi při házení koule na cíl. Paradoxně mu v tom hodně pomohl sám seržant Buckle, díky němuž Biggles vyhrál hlavní cenu, kterou byla jedna půlkoruna. Potom, co se Bigglesovi se Smithem podařilo vyřešit záhadu ztraceného prstenu, díky čemuž byla sestra jejich kamarádky (paní Grantové) propuštěna z vyšetřování ohledně krádeže toho prstenu, si kluci z nudy začali hrát na hledání pokladu, který se záhy zvrhl na hledání skutečného pokladu. Lidi ze širokého okolí hledali u jedné zříceniny, kde kluci začali kopat. Žádný poklad tam ale samozřejmě nebyl. Když se to Bigglesovi konečně podařilo všem vysvětlit, byl polovinou lidí nenáviděn, avšak ta druhá to vzala s humorem.
V další příhodě Biggles dostal chuť na kaštany a rozhodl se pro ně dojít do zakázaného Foxleyova lesa, který hlídal hajný Barnes. V lese však spatřil pytláka a dva své soky Herveyho a Brickwella, kteří zde kradli bažanty (později se však ukázalo, že Hervey a Brickwell pouze sbírali chycené bažanty do ok, které sami nenastražovali a prodávali je hned řezníku Sigginsovi). Barnes však pytláka pronásledoval a hned druhý den bylo ve škole vyslýchání, načež se Biggles přiznal, že v lese byl, avšak Herveyho s Brickwellem neudal. Bylo mu však rozkázáno, aby se hajnému omluvil, což také udělal a díky tomu se z nich stali přátelé. Biggles mu v lese pomáhal hlídat, avšak jednoho rána se dozvěděl, že Barnes byl v lese nalezen zastřelený. V zármutku společně se Smithem, se mu podařilo usvědčit vraha, jenž byl onen pytlák jménem Dunnage, díky mrtvému bažantu koupeného u Sigginse. S akcí jim pomáhal sám ředitel školy a za pomoci policie a hlavně díky Bigglesově včasnému jednání se podařilo Dunnaga dopadnout. Jako odměnu si Biggles přál svést se v letadle, což mu bylo také vyhověno. Biggles si let užil, i když trval jenom pět minut.

## Postavy
- James "Biggles" Bigglesworth
- Smith Třetí
- plukovník Horace Chase (ředitel školy)
- strážník Grimble
- paní Grantová
- Hervey a Brickwell
- hajný Barnes
- Morris
- Dunnage
- seržant Buckle
- sir Colin (majitel Foxleyova lesa)

- pan Bruce (třídní učitel Bigglese)

## Lokace
- Hertbury
- Norfolk